# Sazos
Sazos (gaskognisch Sasòs) ist eine französische Gemeinde mit 152 Einwohnern (Stand 1. Januar 2022) im Département Hautes-Pyrénées in der Region Okzitanien; sie gehört zum Arrondissement Argelès-Gazost und zum Kanton La Vallée des Gaves.

## Lage
Sazos liegt im Süden des Département Hautes-Pyrénées rund 40 km (Luftlinie) südsüdwestlich von Tarbes. Der Ort liegt am östlichen Abhang des Bergs Soum de Lats im Nationalpark Pyrenäen als Teil der Region Lavedan und dessen Unterregion Vallée de Barège. Höchster Punkt der Gemeinde ist die Bergspitze des Pic de Barbe de Bour (2965 m. ü. M.) im Südwesten der Gemeinde. Auf Gemeindegebiet liegen einige Gebirgseen wie der Lac Grand im Westen der Kommune.
Die Gemeinde besteht aus dem Dorf Sazos und zahlreichen Einzelgehöften.

## Geschichte
Eine erste namentliche Erwähnung erfuhr der Ort als Sazos im Kopialbuch von Saint-Savin im 11. Jahrhundert. Im frühen Mittelalter wechselte die Herrschaft häufig (Westgoten, Basken, Franken, Sarazenen). Danach war der Ort jahrhundertelang unter der Herrschaft des Königreichs Aquitanien respektive des Herzogtums Gascogne. Von 900 bis 1609 gab es eine Grafschaft Bigorre innerhalb der vorgenannten Gebiete. Ein Untergebiet dieser Herrschaft war die Region Lavedan, zu der Sazos zugehörig war. Im Hundertjährigen Krieg war Sazos manchmal unter englischer, manchmal unter französischer Herrschaft. Von 1425 bis 1609 gehörte der Ort als Teil der Grafschaft Bigorre zur nur lose mit Frankreich verbundenen Grafschaft Foix. Weil der letzte Herrscher dieser Grafschaft, König Heinrich II. aus dem Hause Bourbon, 1589 den Thron von Frankreich (als Heinrich IV.) bestieg, waren die Orte der Region 1609 bis 1789 Krondomäne. Die Gemeinde gehörte von 1793 bis 1801 zum District Argelès. Zudem war sie von 1793 bis 2015 Teil des Kantons Luz-Saint-Sauveur. Mit Ausnahme der Jahre 1926 bis 1942 (Arrondissement Bagnères) war Sazos seit 1801 Teil des Arrondissements Argelès-Gazost.

## Bevölkerungsentwicklung
| Jahr                       | 1962 | 1968 | 1975 | 1982 | 1990 | 1999 | 2006 | 2012 | 2020 |
| Einwohner                  | 218  | 204  | 159  | 147  | 141  | 128  | 112  | 118  | 142  |
| Quellen: Cassini und INSEE |      |      |      |      |      |      |      |      |      |

Im 19. Jahrhundert zählte der Ort immer über 500 Einwohner. Die zunehmende Mechanisierung der Landwirtschaft führte zu einem kontinuierlichen Absinken der Einwohnerzahlen bis auf die Tiefststände in neuerer Zeit.

## Sehenswürdigkeiten
- romanische Kirche Saint Julien (teils aus dem Mittelalter, teils 17. Jahrhundert)
- mehrere Mühlen

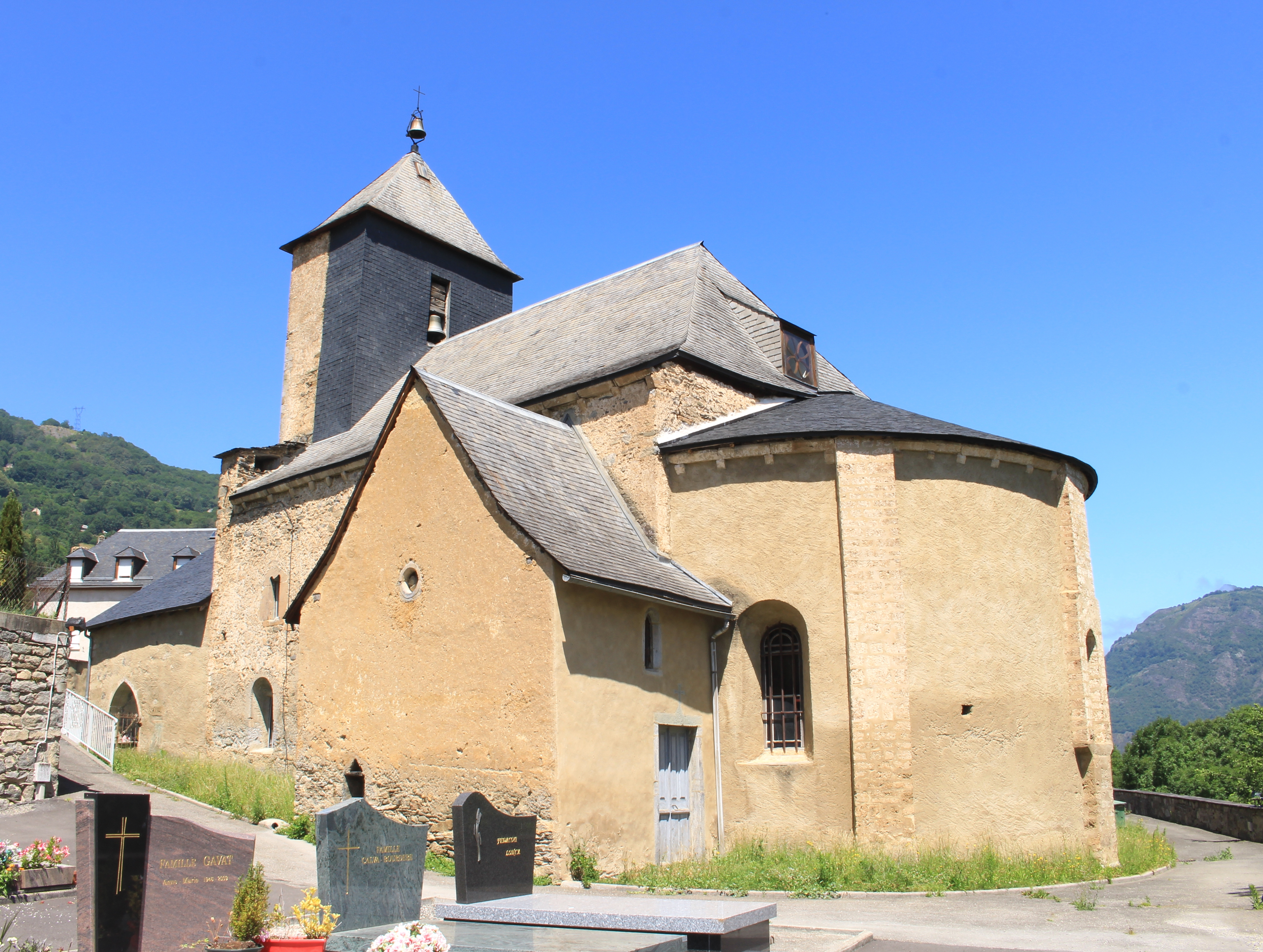
Kirche Saint-Julien
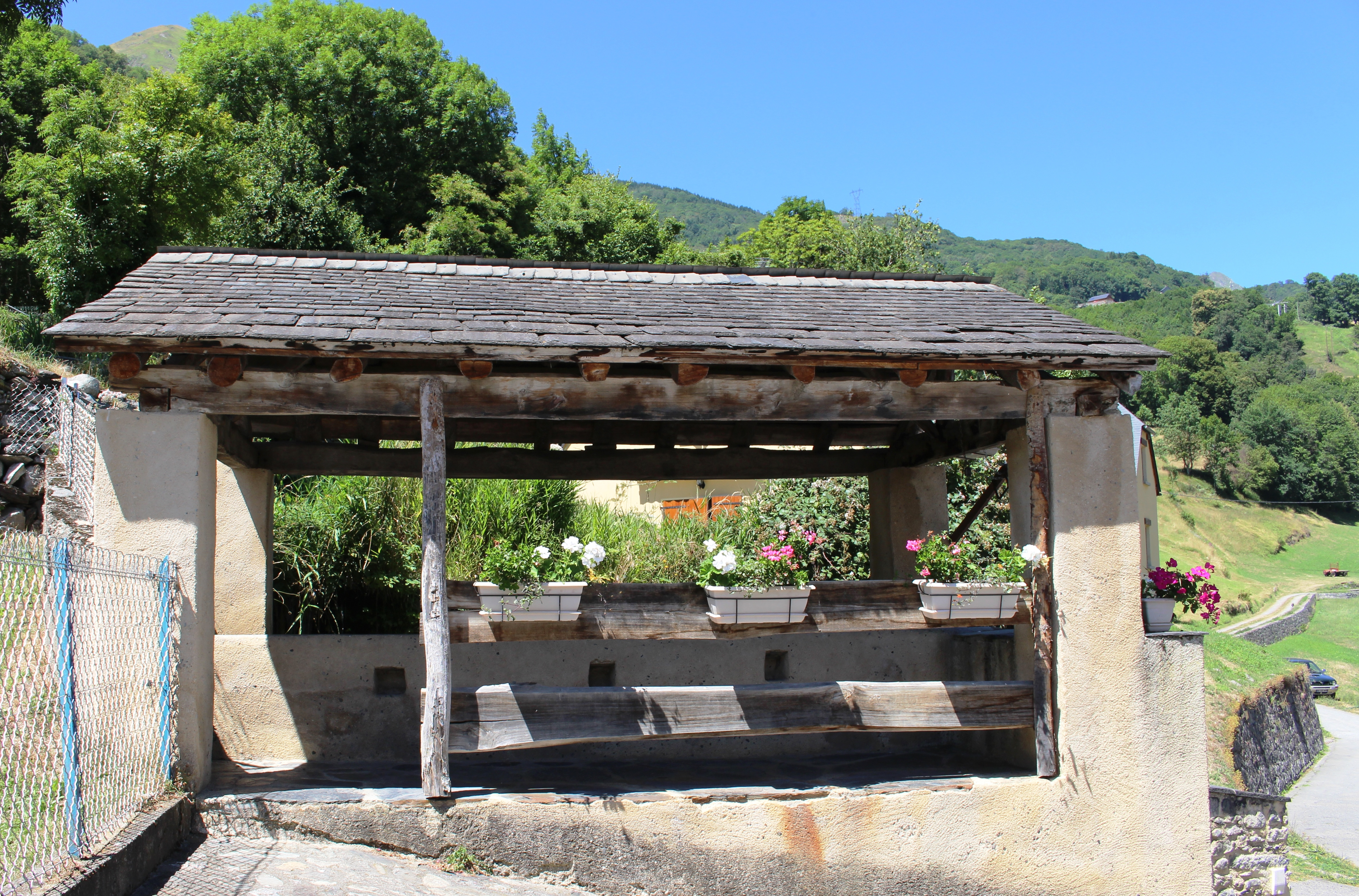
Lavoir im Norden des Dorfes
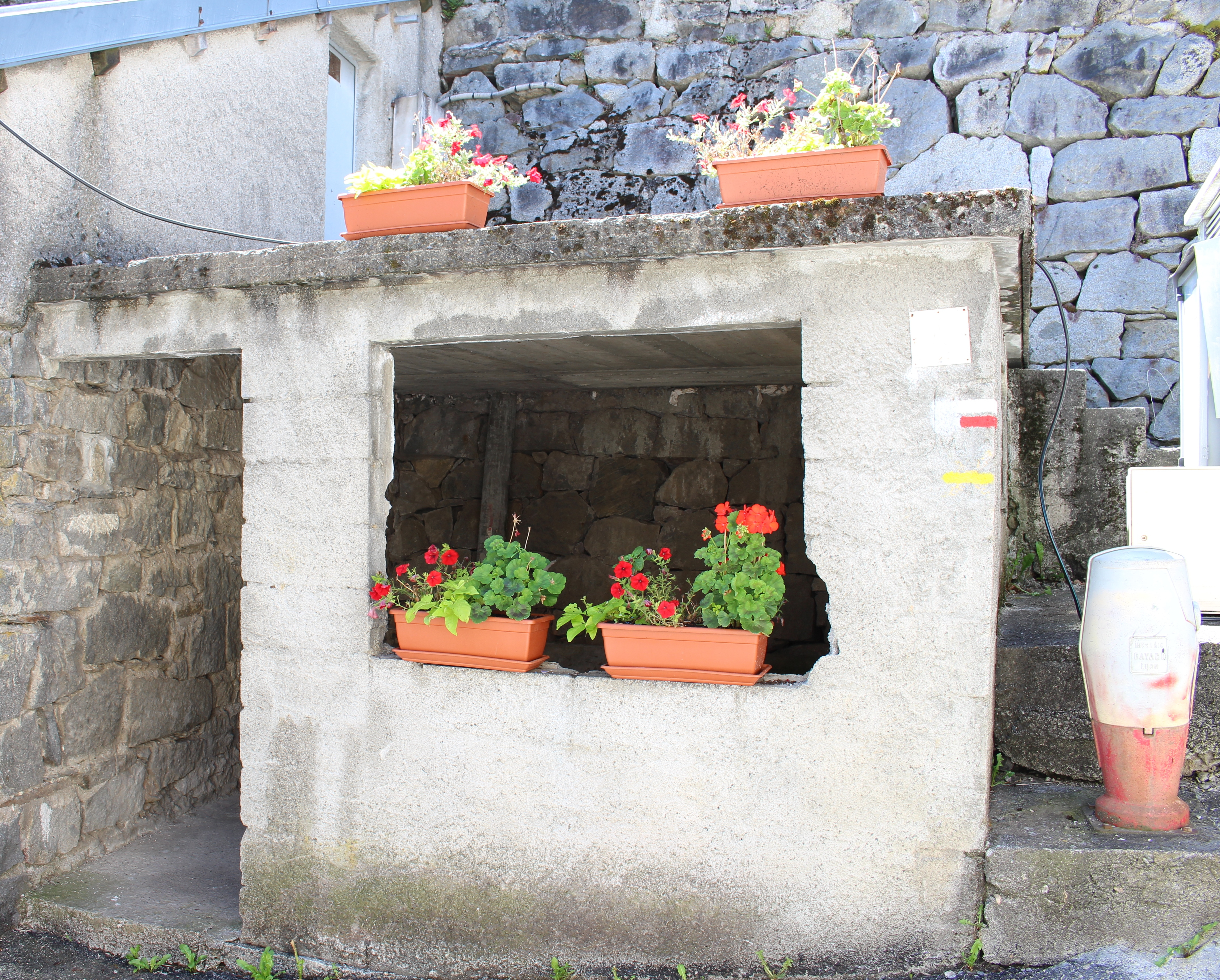
Lavoir im Zentrum des Dorfes
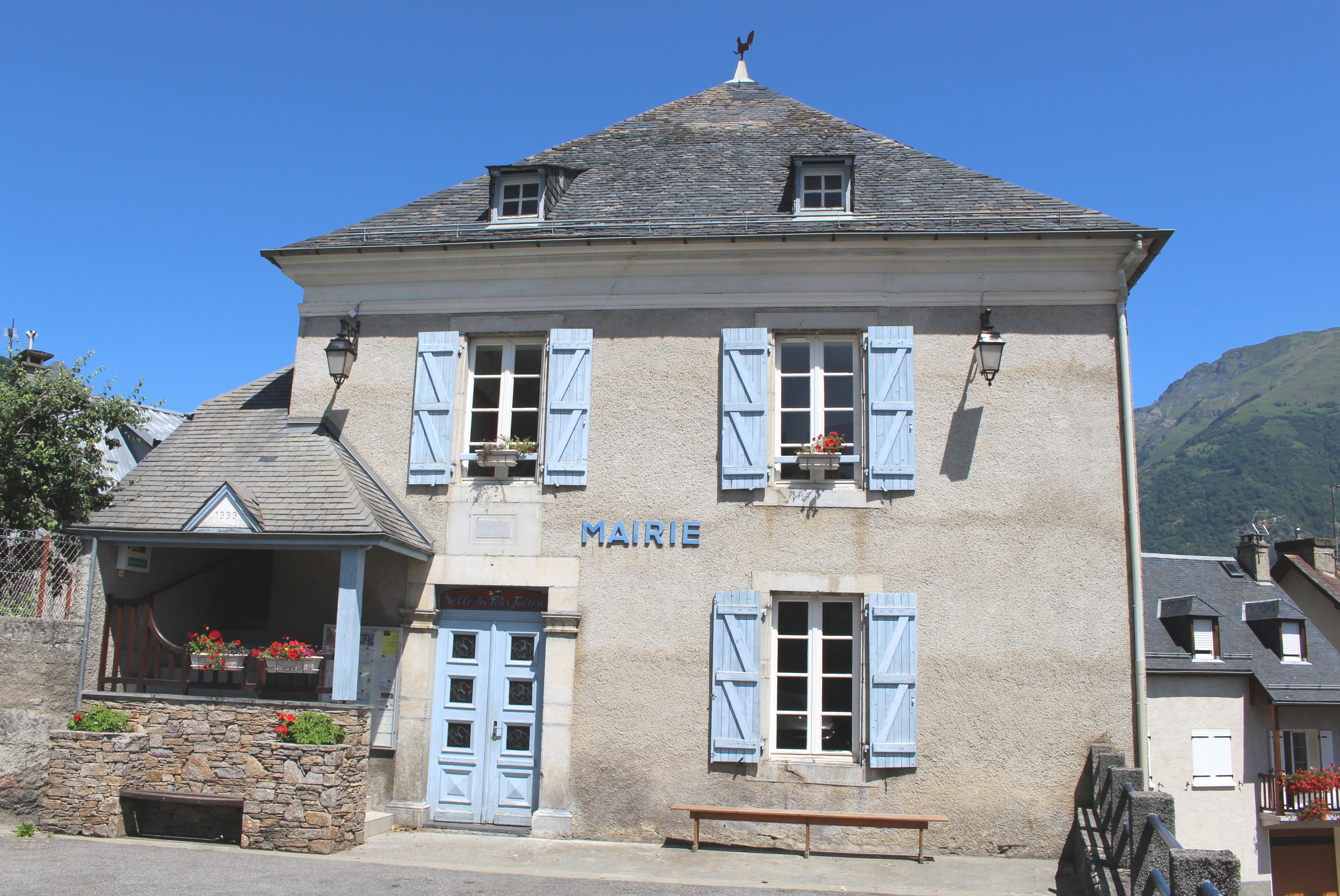
Rathaus (mairie)
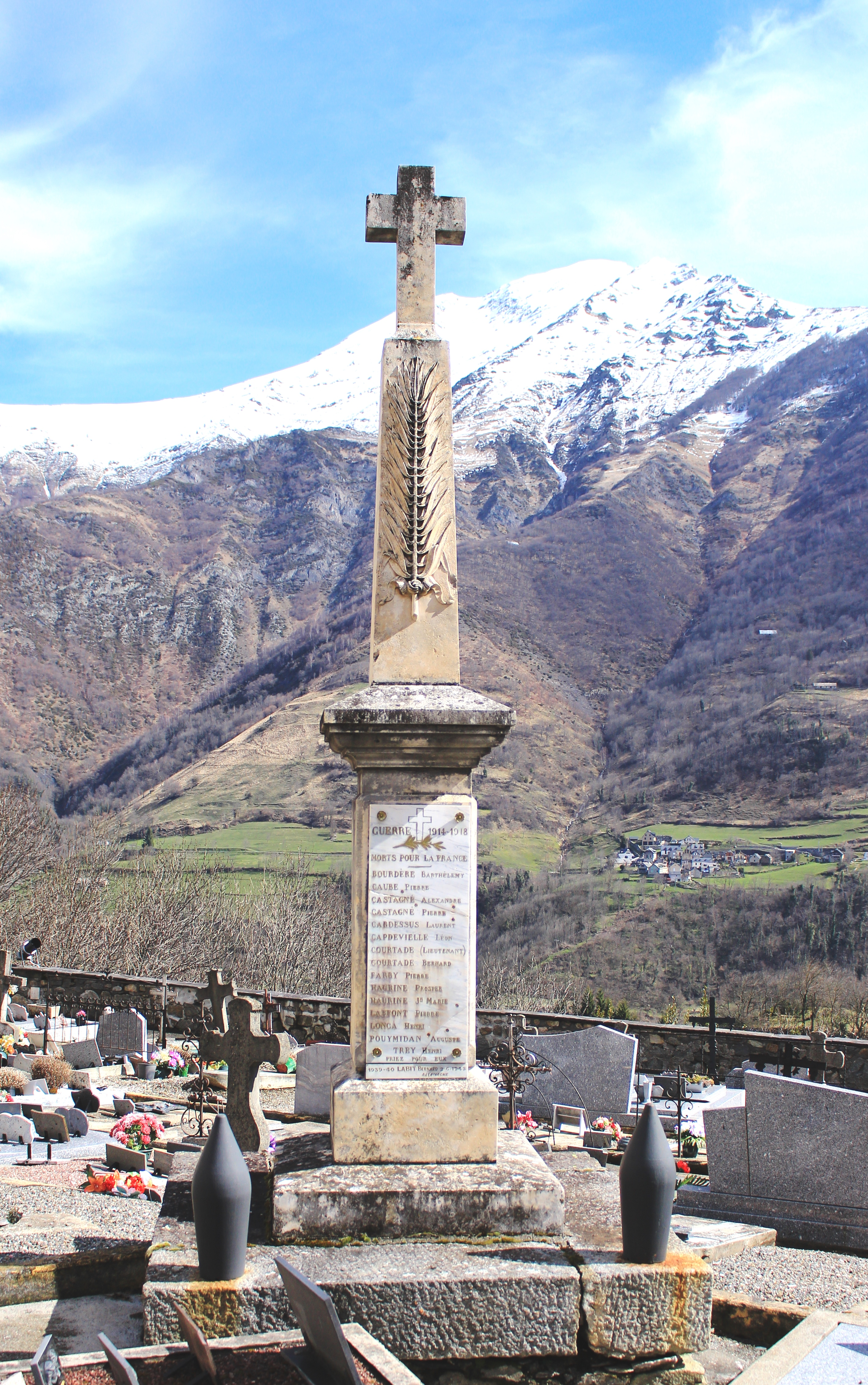
Gefallenendenkmal